# (6315) Barabash
(6315) Barabash  es un asteroide del cinturón principal perteneciente al cinturón de asteroides, región del Sistema solar que se encuentra entre las órbitas de Marte y Júpiter.
Fue descubierto el 11 de octubre de 1990 por Seiji Ueda y Hiroshi Kaneda desde Kushiro, Japón.

## Designación y nombre
Designado provisionalmente como 1990 TS fue nombrado en honor de Stanislav Barabash (n.1964), físico ruso que ha hecho contribuciones esenciales a la medición y comprensión de las partículas neutras energéticas alrededor de la Tierra y los planetas más cercanos, así como en las regiones limítrofes de la heliosfera.

## Características orbitales
Barabash está situado a una distancia media del Sol de 2,245 ua, pudiendo alejarse hasta 2,629 ua y acercarse hasta 1,862 ua. Su excentricidad es 0,171 y la inclinación orbital 4,679 grados. Emplea 1228,91 días en completar una órbita alrededor del Sol.

## Características físicas
La magnitud absoluta de Barabash es 14,27. Tiene 3,566 km de diámetro y su albedo se estima en 0,351.